# Cantonul Coutances
Cantonul Coutances este un canton din arondismentul Coutances, departamentul Manche, regiunea Basse-Normandie, Franța.

## Comune
| Comune                    | Populație (1999) | Cod poștal | Cod INSEE |
| ------------------------- | ---------------- | ---------- | --------- |
| Bricqueville-la-Blouette  | ...              | 50200      | 50084     |
| Cambernon                 | ...              | 50200      | 50092     |
| Courcy                    | ...              | 50200      | 50145     |
| Coutances                 | ...              | 50200      | 50147     |
| Nicorps                   | ...              | 50200      | 50376     |
| Saint-Pierre-de-Coutances | ...              | 50200      | 50537     |
| Saussey                   | ...              | 50200      | 50568     |